# Kurajjat
Kurajjat (arab. ‏قريات‎, Qurayyāt) – miasto w północno-wschodnim Omanie, nad Zatoką Omańską (muhafazat Maskat). Według spisu ludności w 2020 roku liczyło ponad 31,3 tys. mieszkańców. Jest siedzibą administracyjną wilajetu Kurajjat, który w 2020 roku liczył 58,4 tys. mieszkańców.
Kurajjat to jedno z najważniejszych miast nadbrzeżnych w historii Omanu. Jego mieszkańcy na początku XVI wieku odmówili poddania się Portugalczykom i w rezultacie zostali wymordowani. Znajdują się tu trzy budowle obronne – odremontowany zamek w centrum miasta, naprzeciwko suku, fort As-Sahil na małej wysepce na terenie portu oraz fort Dagh zbudowany podczas okupacji kraju przez Portugalczyków.
Głównym źródłem utrzymania mieszkańców jest rybołówstwo (m.in. rekiny i płaszczki) i rolnictwo, dawniej miasto słynęło też z hodowli koni na eksport.

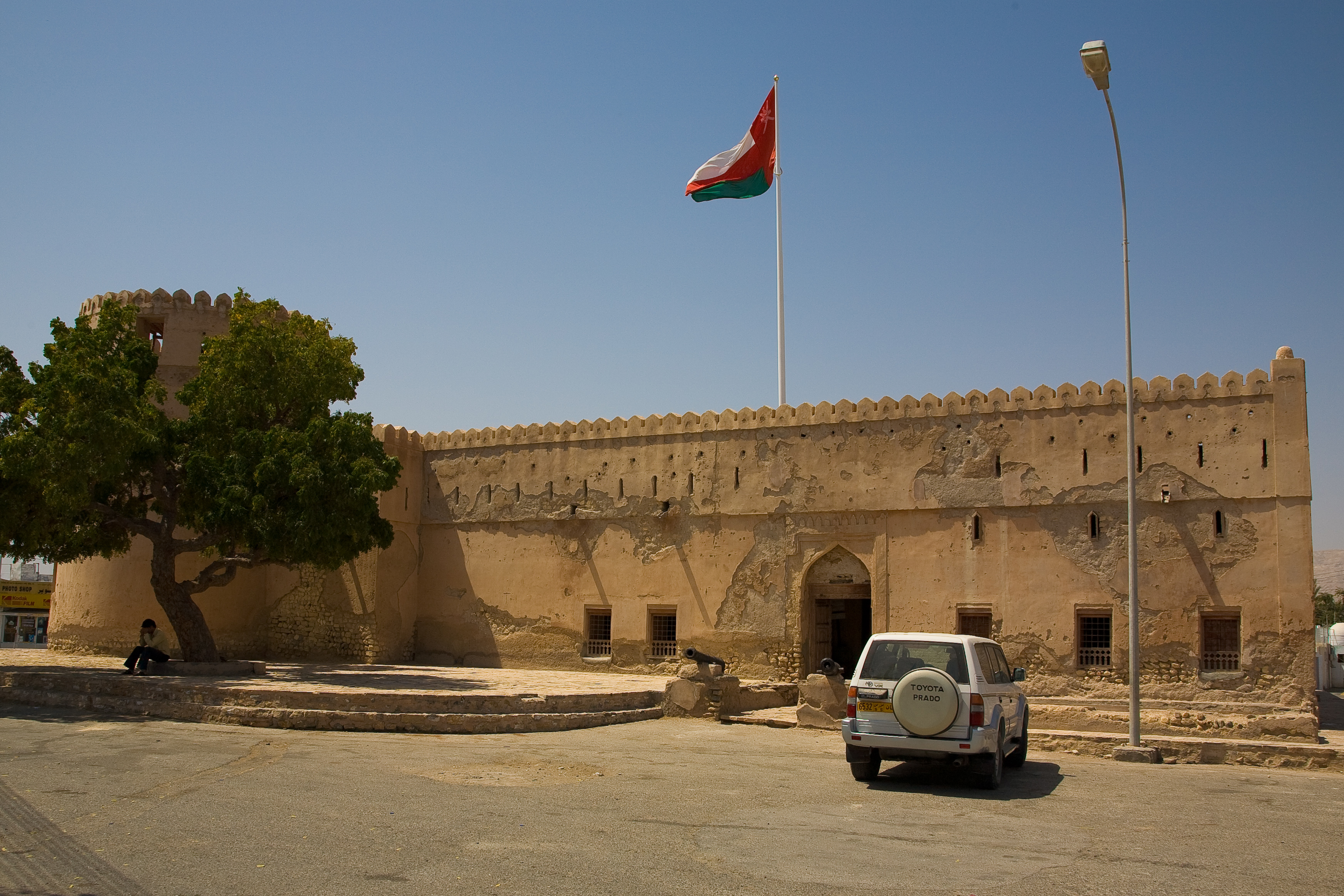
Zamek w Kurajjat
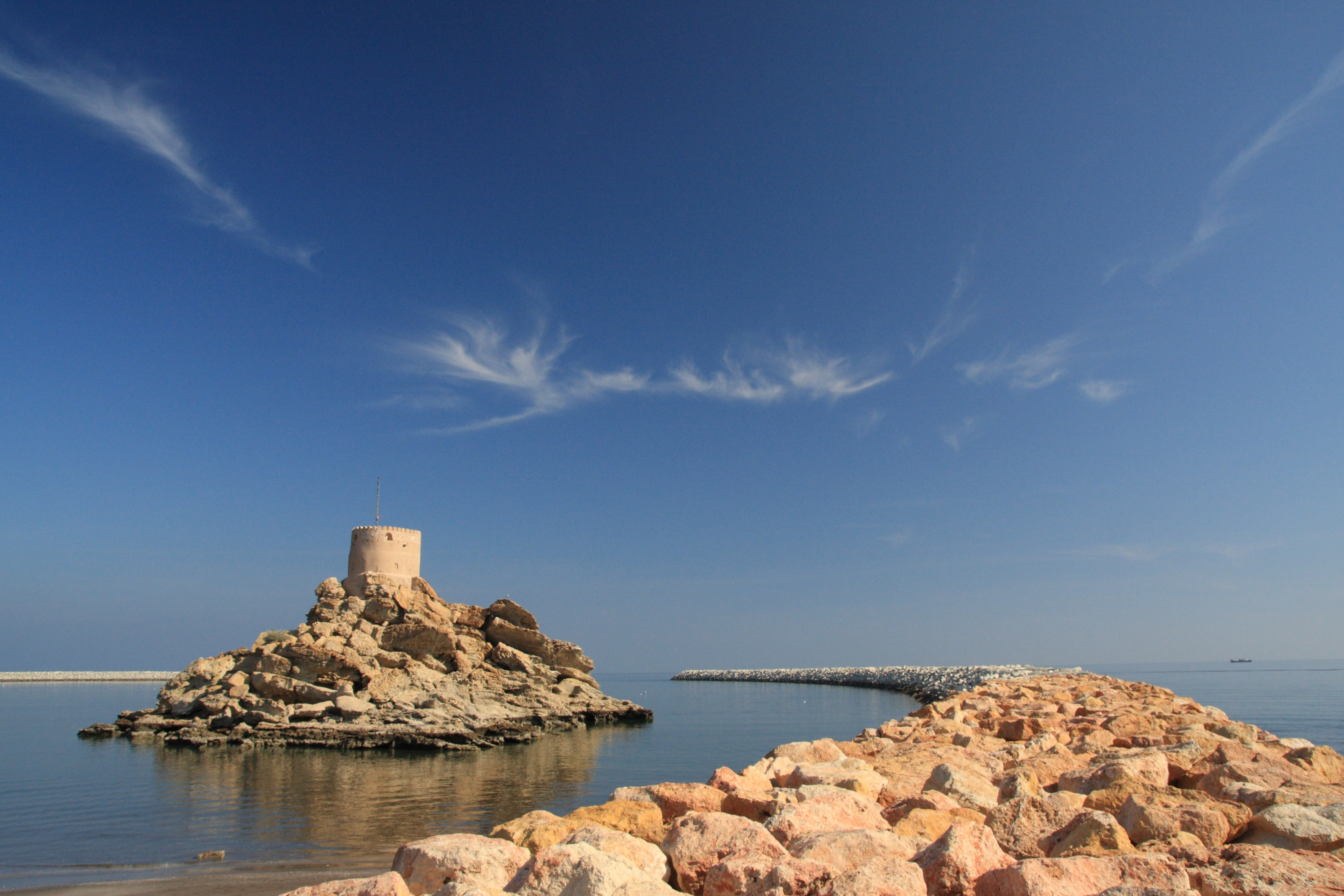
Fort As-Sahil